# 8 Tundżanska Dywizja Piechoty
8 Tundżanska Dywizja Piechoty (bułg. Осма пехотна тунджанска дивизия) – bułgarski związek taktyczny okresu Księstwa i Trzeciego Carstwa z lat 1903–1945 (1950).
Dywizja sformowana została w 1904. Wzięła udział w I i II wojnie bałkańskiej oraz w I wojnie światowej. W 1921 przeformowana w 8 Tundżanski pułk piechoty.

## Działania
Dywizja w czasie I wojny bałkańskiej wzięła udział w walkach w składzie 2 Armii, a w II wojnie bałkańskiej znalazła się w strukturach 4 Armii.
Napięte stosunki międzynarodowe na Bałkanach spowodowały, że car Bułgarii Ferdynand I 30 września 1912 ogłosił powszechną mobilizację{.
30 lipca 2013 w Bukareszcie rozpoczęły się rokowania pokojowe, a dzień później weszło w życie zawieszenie broni kończące II wojnę bałkańską. Po podpisaniu pokoju w Bukareszcie, car Ferdynand I ogłosił demobilizację armii.
Jednak w związku z utrzymującym się napięciem w stosunkach z Wysoką Portą, w połowie sierpnia 1913 dywizja została skoncentrowana na południowo-wschodnim odcinku granicy w składzie liczącego około 43 000 żołnierzy zgrupowania operacyjnego. Z chwilą podjęcia rozmów pokojowych z Imperium Osmańskim liczba żołnierzy stopniowo uległa redukcji. Ostatecznie w połowie grudnia proces ten zakończono, co umożliwiło powrót oddziałów dywizji do macierzystych garnizonów i ich demobilizację.

### I wojna światowa
W świetle narastającego zagrożenia wojennego na początku lipca 1914 w sztabie Armii Bułgarskiej rozpoczęto prace nad uaktualnieniem planów mobilizacyjnych. Ogłoszone w marcu 1915 wytyczne w sprawie mobilizacyjnego rozwinięcia jednostek przewidywały zmobilizowanie w Dywizji sztabu, czterech pułków piechoty, dwóch rezerwowych pułków piechoty, dwóch pułków marszowych, dwóch pułków pospolitego ruszenia, pułku etapowego oraz pododdziałów zabezpieczenia. Pułk artylerii przechodził na etat dwupułkowej brygady artylerii. Do dywizji miał zostać także przydzielony batalion inżynieryjny. Pierwszym dniem mobilizacji był 24 września 1915. Po zmobilizowaniu, będąc w składzie 1 Armii gen. lejt. Bojadżiewa, dywizja została rozmieszczona nad granicą z Serbią.

14 października 1915 wojska bułgarskie rozpoczęły ofensywę w Macedonii. 1 Armia, działając na pomocniczym kierunku, głównymi siłami prowadziła natarcie przez Zajeczar, Knjażewac i Pirot, miała osiągnąć osiągnąć dolinę rzeki Morawy i opanować rubież Paraćin–Aleksinac–Nisz. W ciągu pierwszego tygodnia walk 8 DP w ramach operacji morawskiej włamała się na całym odcinku frontu na głębokość od 10 do 15 km, w następnym tygodniu opanowała Knjażewac, a oddziały armii dotarły na przedpola miasta Nisz. 

Szturm na Nisz przypuściły oddziały 8 Tundżanskiej i 9 Plewneńskiej DP atakując je równocześnie z północy i ze wschodu i 5 listopada zdobyły je. Opanowanie miasta spowodowało, że cała trasa kolejowa łącząca Berlin, Belgrad, Sofię i prowadząca dalej do Konstantynopola znalazła się pod kontrolą Państw Centralnych. W ten sposób został zrealizowany jeden z głównych celów politycznych kampanii.
Kontynuując natarcie, 6 Bdinska DP i 8 Tundżanska DP posuwały się doliną Morawy w kierunku na Aleksinac zajmując kolejne tereny. Tym samym 1 Armia przełamała główny pas serbskiej obrony i zeszła w dolinę Południowej Morawy.
W związku z zagrożeniem, jakie powstało w wyniku wylądowania jesienią 1915 w Salonikach jednostek brytyjsko-francuskiego korpusu ekspedycyjnego, w Paraćinie odbyły się konsultacje między głównodowodzącym Armią Polową gen. Nikołą Żekowem i szefem sztabu Naczelnego Dowództwa Armii Niemieckiej gen. Erichem von Falkenhaynem. W ich wyniku 8 Tundżanska DP została przekazana do dyspozycji dowódcy 2 Armii gen. lejt. Todorowa, którego to zadaniem było zabezpieczenie południowego odcinka frontu od strony Grecji.
Na początku 1916, po konferencji w Niszu, dowództwo niemieckie wycofało gros swoich jednostek z Bałkanów, a wojska bułgarskie zostały rozmieszczone nad granicą grecką blokując oddziały Ententy zgrupowane w Salonikach. Na lewym skrzydle zgrupowania obronnego znajdowała się 1 Armia bułgarska, a w jej składzie 8 Tundżanska DP i 3 Bałkańska DP (bez 2 BP). Ogólne dowództwo nad 1 Armią bułgarską i 11 Armią niemiecką spoczywało w rękach niemieckiego feldmarszałka Augusta von Mackensena.
10 sierpnia, po trwającym dwa dni ostrzale artyleryjskim, wojska Ententy przeszły do działań zaczepnych na odcinku między rzeką Wardar a jeziorem Dojran. Mimo dużych strat, 2 BP ze składu 2 Trackiej DP odparła zarówno tan atak jak i natarcia prowadzone w dniach następnych. 
Sukces ten skłonił bułgarskie dowództwo do przeprowadzenia operacji zaczepnej siłami 1. i 2 Armii. 17 sierpnia 1 Armia bułgarska, siłami 8 Tundżanskiej DP opanowała Florinę, Banicę i Kostur. Dalsze posuwanie się Bułgarów było mocno spowolnione z powodu silnego oporu broniących się w tym rejonie trzech dywizji serbskich. Ostatecznie 27 sierpnia Bułgarzy przeszli do obrony wzdłuż jeziora Petron oraz Vegoritida nie osiągnąwszy w pełni zakładanych celów operacji.

12 września wojska Ententy zaatakowały prawe skrzydło bułgarskiej 1 Armii. Mimo trudnego, górzystego terenu, wojska sojusznicze stopniowo przełamały opór 8 Tundżanskiej DP i 17 września po ciężkich walkach odbiły Florinę.

Ofensywa wojsk sojuszniczych była kontynuowana przez cały wrzesień, październik i początek listopada. 8 października zapoczątkowane zostały krwawe walki w zakolu rzeki Crna. Wobec prawie dwukrotnej przewagi wojsk Ententy w sile żywej i artylerii, Bułgarzy zostali zmuszeni do odwrotu. Straty w ich szeregach były wysokie. Tylko podczas czterech dni od 18 do 21 października 3 Brygada ze składu 8 Tundżanskiej DP straciła 2/3 stanu osobowego. W pułkach liczba żołnierzy wynosiła średnio od 200 do 300. W tej sytuacji 19 listopada Bułgarzy opuścili Monastyr i zajęli nowe stanowiska w odległości 5 km na północ od miasta.
30 września 1918 weszło w życie zawieszenie broni, a 4 października car Borys III podpisał dekret o powszechnej demobilizacji żołnierzy armii czynnej. Kolejne akty prawne wyłączyły z niej 8 DP. Oddziały 8 Tundżanskiej DP zostały skierowane do ochrony granicy w obawie przed ewentualną agresją ze strony Imperium Osmańskiego.
W lipcu1919 rozwiązano 8 Tundżanską DP.

## Struktura organizacyjna
W grudniu 1903, na mocy dekretów ks. Ferdynanda I, przystąpiono do tworzenia trzech nowych dywizji piechoty (7., 8. i 9.). W czasie pokoju dywizja piechoty składała się w tym czasie z dwóch brygad piechoty, pułku artylerii, batalionu inżynieryjnego, batalionu taborów i szpitala. W brygadzie piechoty znajdowały się dwa dwubatalionowe pułki piechoty z kompanią zabezpieczenia oraz plutonem ciężkich karabinów maszynowych, a pułk artylerii składał się z dwóch dywizjonów artylerii, każdy po dwie czterodziałowe baterie artylerii i baterii artylerii haubic.
Stan w 1907:
- dowództwo dywizji – Stara Zagora
- 1 Brygada – Chaskowo
  - 10 Rodopski pułk piechoty – Chaskowo
  - 30 Szejnowski pułk piechoty – Simeonowgrad
- 2 Brygada – Stara Zagora
  - 12 pułk piechoty – Stara Zagora
  - 23 pułk piechoty – Kazanłyk
- 8 pułk artylerii – Stara Zagora

Na wypadek wojny struktura dywizji zwiększała się (1912) do trzech brygad piechoty, a w miejsce pułku artylerii tworzona była dwupułkowa brygada artylerii. Etatowo dywizja posiadała 12 batalionów piechoty, batalion inżynieryjny i 8 baterii artylerii. Na jej uzbrojeniu znajdowało się 24 813 karabinów, 24 ciężkie karabiny maszynowe i 72 działa. Stan osobowy wynosił 858 oficerów, 42 urzędników wojskowych, 3455 podoficerów, 32 918 szeregowych i 7550 koni.